# Perindopril

Strukturformel

Perindopril är ett läkemedel som används för behandling av högt blodtryck. Läkemedlet tillhör läkemedelsgruppen ACE-hämmare och verkar genom att förbättra blodflödet. Detta åstadkoms genom att hämma de ämnen som förekommer naturligt i kroppen, vilka får blodkärlen att dra sig samman.
Perindopril kan ge upphov till vissa biverkningar såsom hosta, yrsel, diarré, huvudvärk, magont, orolig mage samt en svaghetskänsla. Läkemedlet kan även ge upphov till allvarligare biverkningar såsom heshet, svårigheter att svälja eller andas, svimningsanfall, oregelbunden eller förhöjd puls, feber, halsont, frossa och andra tecken på infektion samt svullnad i ben, anklar, fötter, händer, läppar, ögon, tunga, hals eller ansikte.